# Sárosófalu
Sárosófalu (szlovákul: Opiná) község Szlovákiában, a Kassai kerület Kassa-környéki járásában.

## Fekvése
Kassától 25 km-re északkeletre, az Ósva-patak bal partján fekszik.

## Története
1418-ban „Opyna” néven említik először. Ekkor Lipóci Péter és Koksói János birtoka. 1427-ben a lipóci váruradalom része, 16 portával Doby György a birtokosa. A 15. században többnyire zálogbirtok. 1567-ben másfél portával és 15 lakossal Kecer Ferenc, Kecer András és Kóta György tulajdona. 1578-ban 5 jobbágy és 6 zsellércsalád élt itt. 1598-ban 11 ház állt a faluban. 1715-ben 13 adózója volt. 1787-ben 30 házában 301 lakos élt.
A 18. század végén Vályi András így ír róla: „ÓFALU. Tót falu Sáros Várm. földes Ura Keczer Uraság, lakosai katolikusok, fekszik Eperjeshez egy mértföldnyire, patakja mellett, földgye termékeny, réttye, legelője, fája van, piatzozó helyétől sints meszsze.”
1828-ban 56 háza és 443 lakosa volt.
Fényes Elek 1851-ben kiadott geográfiai szótárában így ír a faluról: „Ófalu, Opina, tót falu, Sáros vmegyében, Keczer Lipóczhoz 1/4 órányira: – 215 kath., 170 evang., 15 zsidó lak. Két kastély, vizi malom. Szép erdő. F. u. a Keczer nemzetség. Ut. p. Böki.”
A trianoni diktátumig Sáros vármegye Lemesi járásához tartozott.

## Népessége
| Év:            | 1994. | 2004.   | 2014.   | 2024.   |
| -------------- | ----- | ------- | ------- | ------- |
| Emberek száma: | 163   | 176     | 190     | 195     |
| Eltérés:       |       | +7,97 % | +7,95 % | +2,63 % |

| Év:            | 2023. | 2024.  |
| -------------- | ----- | ------ |
| Emberek száma: | 200   | 195    |
| Eltérés:       |       | -2,5 % |

1910-ben 261, túlnyomórészt szlovák lakosa volt.
2001-ben 182 lakosából 181 szlovák volt.
2011-ben 201 lakosából 199 szlovák.

## Nevezetességei
- Római katolikus temploma a 16. század elején épült, a 18. és 19. században átépítették.
- Kastélya 1689-ben épült, 1840-ben klasszicista stílusban építették át.
- Evangélikus temploma 1926-ban épült az 1792-ben épített korábbi templom alapjain.